# (639) Latona
(639) Latona ist ein Asteroid des Hauptgürtels, der am 19. Juli 1907 vom deutschen Astronomen Karl Julius Lohnert in Heidelberg entdeckt wurde. 
Benannt wurde der Asteroid nach der römischen Göttin Latona, die mit der griechischen Leto gleichgesetzt wird. 